# Castelbelforte
Castelbelforte (I Castèi in dialetto mantovano) è un comune italiano di 3 346 abitanti della provincia di Mantova in Lombardia.

## Storia
Uscendo da porta San Giorgio, fatti pochi chilometri sulla provinciale che taglia Ghisiolo, si entra in Castelbelforte. Fin verso il 1100 gli annali parlano di poche case sperdute, abitate da pescatori e da gente dedita alla pastorizia e al duro lavoro dei campi. Nel XII secolo esisteva già, uno e l'altro di là del torrente Essere che separa il paese, in due torrioni contesi in lunghe battaglie da veronesi e mantovani.
Questi ultimi, avuta la meglio, nel XIV secolo edificarono un castello attorno al quale si sviluppò poi la solida geometria dell'abitato che fu chiamato Castelbonafisso. Il paese seguì le vicende del ducato mantovano per diversi secoli servendo come posto avanzato di difesa contro gli Scaligeri. I torrioni furono fortificati e ampliati a gli abitanti ebbero anche dei privilegi per i lodevoli servizi prestati in pace e in guerra per concessione dei governi della signoria di Mantova e della Repubblica di Venezia, fino al 1406. Degno di nota un documento del 1520 nel quale si fa memoria di come gli abitanti del luogo chiedessero un intervento diretto da parte del marchese di Mantova al fine di far fronte ai dissesti causati dai frequenti saccheggi bellici; nella supplica si parla di incursioni colpevoli di avere ridotto in condizioni talmente misere la popolazione da non poter nemmeno più sopperire alle spese delle cariche locali. Intanto Castelbonafisso aveva cambiato nome assumendo quello di "Due Castelli", nome con il quale (in dialetto "Castèi") il paese Castelbelforte medioevale è conosciuto ancor oggi non solo in tutto il mantovano ma anche in tutto il territorio veronese. Dopo il 1680 cominciò a chiamarsi Castelbelforte, ma solo nel 1850 questo nome diventò ufficiale. Proprio di quest'ultimo periodo sono le più belle pagine della storia locale. Cominciamo con i primi cospiratori Basilicà, Bonisoli e Boselli. Quest'ultimo era un umile macellaio che recava ogni mattina ai congiurati di Belfiore gli ordini celati nelle stanghe del suo traballante biroccio. Il fatto però più colorito è quello che riporta allo scontro armato, nell'aprile del 1848 al CROSIL, posto alla periferia del paese. Gli austriaci, numerosi sul posto di confine fra la Lombardia ed il Veneto e sempre sul chi va là per focolai che preparavano la prima guerra di indipendenza, non usavano certe mezze misure contro la popolazione. Per un sopruso mal tollerato un giovane avvisò la colonna Mambrini, attestata vicino al Po e formata da volontari del nuovo corpo dei Bersaglieri. La colonna partì per la spedizione punitiva. Facevano parte dei volontari anche Bixio e Mameli e nella marcia di avvicinamento verso Castelbelforte dove i "piumati" sconfissero poi gli oppressori, per la prima volta venne cantata la canzone gloriosa del giovane poeta-soldato passata poi alla storia come "Inno di Mameli". Quando nel 1859 la Lombardia ritornò all'Italia, Castelbelforte segnò il confine non di una provincia o di una regione, ma addirittura del Regno d'Italia. E chi doveva recarsi da un borgo all'altro doveva mettersi all'occhiello una speciale coccarda lasciapassare essendo una parte del paese italiana e l'altra austriaca.
L'aquila bicipite sull'aia di corte Mandritto ricorda ancora l'assurdità di questi confini. Quelli che avrebbero dovuto essere i monumenti più cari per i Castelbelfortesi non ci sono più. Il Castello gradatamente fu demolito per ricavare materiale edilizio e la Torre alta e massiccia fu abbattuta nel 1800 per scommessa, a colpi di cannone, da un presuntuoso signorotto del luogo. Un tempo il territorio era diviso in tre parrocchie. La prima, forse la più antica era quella di San Giorgio, soppressa nel 1700. La seconda era quella di San Paolo, di cui si conserva ancora il piccolo campanile, e la terza era dedicata a San Biagio. Nel 1856 l'accresciuta popolazione e l'unificazione delle tre parrocchie in un'unica, quella di San Biagio, resero indispensabile la costruzione di una nuova Chiesa. Così un secolo fa venne edificata l'attuale Parrocchiale con una spesa di 470.000 fiorini austriaci. Oggi questa Parrocchia ha in cura più di 2700 anime, tante quanti sono gli abitanti di Castelbelforte, poiché il capoluogo è privo di frazioni (Alcide Azzoni) - Tratto dal volume: "Storia - Leggende e tradizioni dei paesi mantovani" di E. Terenziani Edizione l'Elicottero - 1954.
Il paese di Castelbelforte prende il nome da due fortezze a forma di torre che si elevano nel suo territorio: una in fondo all'attuale vicolo torre, l'altra dietro la casa dei dipendenti comunali. Esse sono state distrutte nel secolo scorso.
Nelle più antiche carte topografiche è attestato il nome di "DUE CASTELLI; nelle mappe catastali del XVIII secolo il paese è infatti diviso in due borghi: CASTELBONAFISSO (attuale San Paolo) e CASTELBELFORTE (il centro del paese e l'attuale San Giorgio).
Il canale "Essere" era il confine dei due borghi come, almeno in tempo più antico, ai domini mantovani e veronesi. Anche le circoscrizioni ecclesiastiche testimoniano la divisione del paese in due borghi. Nel secolo XVIII due infatti erano le parrocchie: San Paolo, di cui testimonia il palazzo di proprietà Migliorini, e San Biagio, sotto il cui nome tutto il territorio è ora unificato per annessione, la cui sede era in località "Canonica Vecchia". L'attuale chiesa parrocchiale fu aperta al culto nel 1857, dopo quindici anni di lavori per terminarla. Nel territorio comunale esistevano altre chiese: antichissima quella della Parolara, ricostruita agli inizi del Settecento; più recente quella di Cort'Alta e quella di San Giorgio in Cortingolfo (ove erano stanziati i Cappuccini). Fra le molte persone illustri che onorarono il nostro paese, ricordiamo: GAETANO BASILICA, morto nel 1887, macellaio di professione, che, sfidando i pericoli, disagi e la morte, portò per anni la corrispondenza segreta dei patrioti fuoriusciti e, arrestato ed imprigionato, non tradì mai i suoi compagni; dott. SEBASTIANO MORATTI, GIUSEPPE ROSSI, cav. GIOVANNI ZOIA, SERAFINO SORIANI (morto nel 1870), i quali tutti cospirarono contro la dominazione austriaca; LUCIA VERONA MENINI, comm. GIUSEPPE FRANCHINI, ALBINO NOVELLI, MARIO FRANZINI, ACHILLE FATTORI filantropi che si prodigarono instancabilmente a beneficio della nostra gente (tratto da "1960-1964 Castelbelforte 4 anni di amministrazione comunale" a cura del Comune.

### Simboli
Lo stemma del Comune di Castelbelforte è stato concesso con decreto del presidente della Repubblica del 2 marzo 2007.
Il gonfalone è un drappo di bianco con la bordatura di verde.

## Società

### Evoluzione demografica
Abitanti censiti